# Ніколай Кауфман
Ніколай Кауфман (болг. Николай Янков Кауфман; 23 вересня 1925, Русе — 26 березня 2018) — болгарський музикознавець, композитор і фольклорист. Один з найвідоміших болгарських дослідників народної музики. Академік Болгарської академії наук.
Закінчив в 1952 році Національну музичну академію Софії по класу духових інструментів і теорії музики. З 1952 по 1988 роки працював в Інституті музики при Болгарській академії наук, а потім в інституті фольклористики. З 1978 року читав лекції в Національній музичній академії, в 1973 році отримав ступінь доктора філософії.
Кауфман прославився завдяки збору безлічі болгарських народних пісень, а також пісень євреїв-ашкеназі і євреїв-сефардів з Болгарії; він займався переробкою пісень і написанням своїх творів з народними мотивами для фортепіано. Так, деякі пісні виконував болгарський жіночий хор Le Mystère des Voix Bulgares, також відомий як Жіночий хор Болгарського національного телебачення: в 1990 році йому була присуджена премія «Греммі» за альбом народної музики "Le Mystere Des Voix Bulgares. Volume II ". Всього ж Кауфман зібрав понад 30 тисяч болгарських народних пісень і мелодій, видавши кілька збірок цих пісень. З 1997 року є членом-кореспондентом Болгарської АН, з 2003 році — академіком. Лауреат численних премій і нагород.